# Villemur-sur-Tarn
Villemur-sur-Tarn település Franciaországban, Haute-Garonne megyében. Lakosainak száma 6235 fő (2022. január 1.). Villemur-sur-Tarn Varennes, Montvalen, Nohic, Verlhac-Tescou, Villebrumier, Bondigoux, Le Born, Bouloc, Fronton, Villaudric, Villematier és Villeneuve-lès-Bouloc községekkel határos.

## Népesség
A település népessége az elmúlt években az alábbi módon változott:
| Lakosok száma | 4738 | 4415 | 4840 | 5137 | 5763 | 5873 | 5888 | 6034 | 6105 | 6235 |
|               | 1968 | 1982 | 1990 | 2006 | 2013 | 2015 | 2017 | 2019 | 2020 | 2022 |